# San Donato Milanese
San Donato Milanese – miejscowość i gmina we Włoszech, w regionie Lombardia, w prowincji Mediolan.
Według danych na rok 2004 gminę zamieszkiwało 31 659 osób, 2638,2 os./km².
W miejscowości znajduje się stacja kolejowa Borgolombardo.